# Carl Gottlieb
Carl Gottlieb, ameriški igralec, scenarist, režiser in komik * 18. marec 1938 New York City, ZDA.                                                                                                                                    
Gottlieb je najbolj znan po igranju v filmih Žrelo 1, Žrelo 2 in Žrelo 3, leta 1981 pa je režiral film Caveman. Sodeloval je v številnih ameriških televizijskih programih kot scenarist.